# Pakt senacki

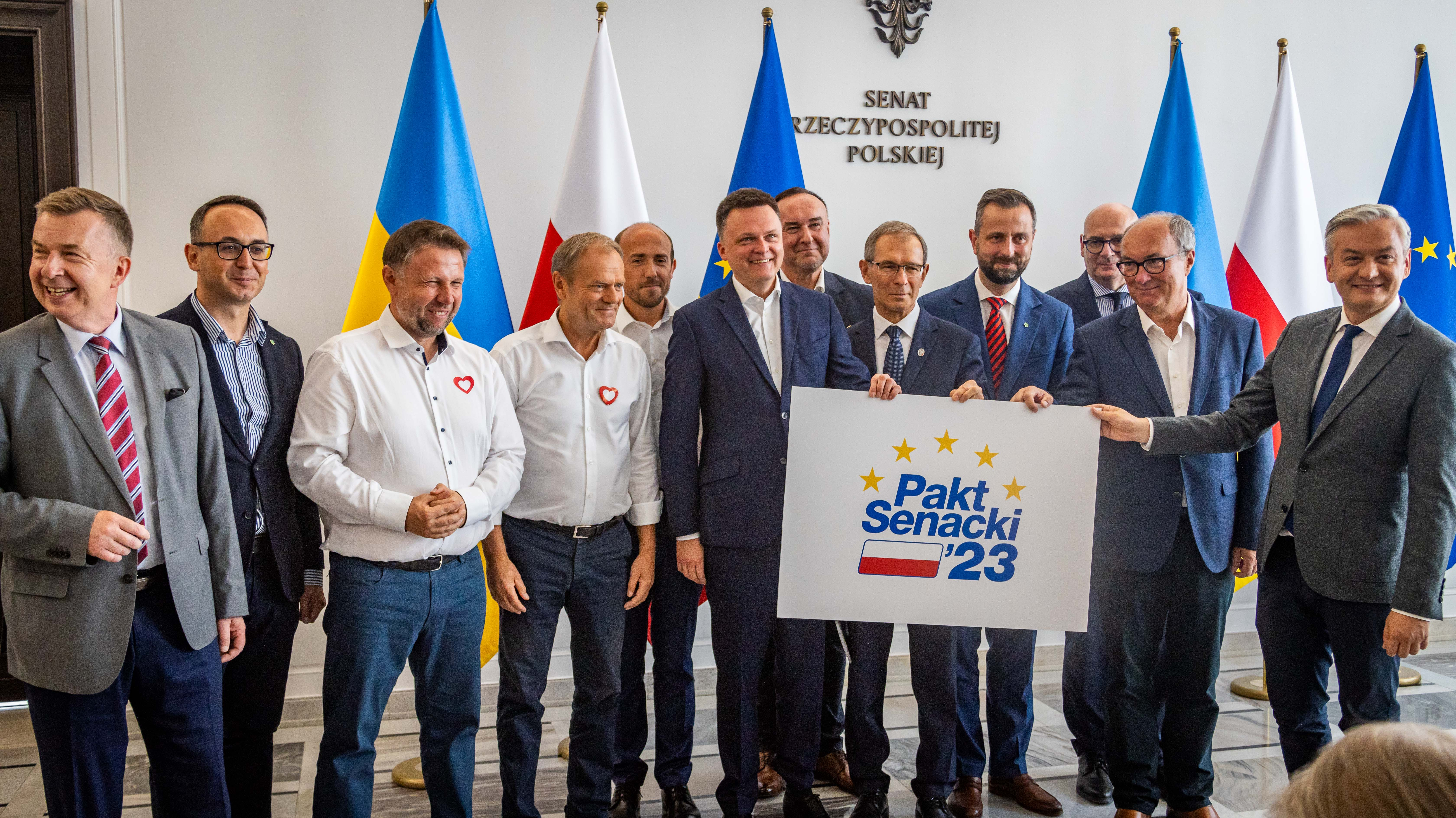
Ogłoszenie drugiej edycji paktu senackiego (2023). Od lewej: Dariusz Wieczorek, Dariusz Klimczak, Marcin Kierwiński, Donald Tusk, Borys Budka, Szymon Hołownia, Michał Kobosko, Zygmunt Frankiewicz, Władysław Kosiniak-Kamysz, Piotr Zgorzelski, Włodzimierz Czarzasty i Robert Biedroń

Pakt senacki – nieformalne porozumienie w wyborach do Senatu Rzeczypospolitej Polskiej zawarte przed wyborami parlamentarnymi w 2019, powtórzone przed wyborami w 2023. W 2019 pakt tworzyły Koalicja Obywatelska, Koalicja Polska i Lewica, do których w 2023 dołączyła Polska 2050. Porozumienie zakładało, że biorące w nim udział podmioty nie będą wystawiały przeciwko sobie kandydatów w jednomandatowych senackich okręgach.

## Historia

### Wybory w 2019
Geneza utworzenia paktu senackiego związana jest ze zwycięstwem Prawa i Sprawiedliwości w wyborach w 2015, które zdobyło większość zarówno w Sejmie, jak i Senacie, wprowadzając do izby wyższej 61 kandydatów. Przed kolejnymi wyborami w 2019 wśród głównych partii opozycyjnych pojawił się pomysł zawarcia porozumienia polegającego na wystawieniu w każdym okręgu wyborczym do Senatu po jednym uzgodnionym kandydacie – co miało zapobiec rozproszeniu głosów i zwiększyć szanse opozycji na uzyskanie w tej izbie przewagi nad partią rządzącą.
Pierwszą osobą, która publicznie zaproponowała taką strategię, był senator Marek Borowski, który pisał o niej w lutym 2018 na łamach tygodnika „Polityka”. Propozycję taką wysunął również Zygmunt Frankiewicz (ówczesny prezydent Gliwic i prezes Związku Miast Polskich), który wspólnie z Jackiem Karnowskim (ówczesnym prezydentem Sopotu rozpoczął negocjacje w sprawie utworzenia paktu z liderami partii opozycyjnych, a następnie koordynował utworzenie wspólnej listy kandydatów.
W lipcu 2019 Lewica, w liście skierowanym do liderów Platformy Obywatelskiej, Nowoczesnej, Polskiego Stronnictwa Ludowego oraz Związku Miast Polskich, apelowała o zawarcie „paktu senackiego”, stwierdzając, że cztery lata rządów PiS pokazały, „jak niebezpieczne jest oddanie pełni władzy w Sejmie, Senacie i Pałacu Prezydenckim w ręce jednej partii”.
Partie podjęły współpracę w tym zakresie i do września 2019 ustalony został podział okręgów między poszczególne ugrupowania. Ostatecznie Koalicja Obywatelska wystawiła 73 kandydatów, Koalicja Polska (formalnie KW PSL) – 16, a Lewica (formalnie KW SLD) – 7. Pięcioro kandydatów ogłosiło start z własnego komitetu wyborców. Nie wszędzie udało się osiągnąć porozumienie – w okręgu nr 28 wystartowali kandydaci z SLD i PSL, a w okręgu nr 34 – z KO i PSL. Ponadto w okręgu nr 37 partie paktu senackiego nie wystawiły swojego kandydata.
Pakt senacki okazał się sukcesem. Choć wybory zakończyły się zdobyciem przez PiS największej liczby mandatów (48), kandydaci związani z opozycją wspólnie uzyskali 51 na 100 mandatów (50 dla kandydatów startujących w ramach paktu), co pozwoliło jej na przejęcie władzy w izbie wyższej, którą utrzymano do końca kadencji.

### Wybory w 2023
Przed wyborami w 2023 pakt senacki został odnowiony – jego stronami ponownie zostały Koalicja Obywatelska, Koalicja Polska oraz Lewica, do których dołączyła Polska 2050, a także ruch Tak! Dla Polski i, w konsekwencji sojuszu z KO, Agrounia. Pierwsze porozumienie podpisano w lutym 2023, a prezentacje kandydatów rozpoczęły się w sierpniu. Koordynatorem porozumienia w 2023 był ponownie Zygmunt Frankiewicz. Udziału w pakcie odmówiły, podobnie jak w poprzednich wyborach, Konfederacja oraz Bezpartyjni Samorządowcy, zapowiadając wystawienie własnych kandydatów.
W ramach paktu 49 kandydatów wystawił komitet KO, 28 TD (20 z KP i 8 rekomendowanych przez Polskę 2050), a 15 przypadło komitetowi NL (jeden z nich nie uzyskał jednak rejestracji, w związku z czym pakt nie wystawił w tym okręgu kandydata). 8 kandydatów popieranych przez partie uczestniczące w pakcie wystartowało z własnych komitetów (w tym Jan Maria Jackowski i Józef Zając, którzy nie byli oficjalnie kandydatami paktu, ale przeciw którym ten nie wystawił kontrkandydatów).
W tych wyborach pakt ponownie odniósł sukces. Jego kandydaci uzyskali 65 mandatów. Reelekcję uzyskał także Józef Zając.

## Wybór marszałka Senatu
| Data              | Kandydat                  | Liczba głosów „za” | Komitet                                    | Partia                |
| ----------------- | ------------------------- | ------------------ | ------------------------------------------ | --------------------- |
| 12 listopada 2019 | Tomasz Grodzki            | 51                 | KKW Koalicja Obywatelska PO .N iPL Zieloni | Platforma Obywatelska |
| 13 listopada 2023 | Małgorzata Kidawa-Błońska | 66                 | KKW Koalicja Obywatelska PO .N iPL Zieloni | Platforma Obywatelska |

## Podział okręgów wyborczych

### 2019

Podział okręgów w 2019

| Okręg  | Kandydat | Komitet | Komitet | Czy zdobył mandat? | Źr.           |
| ------ | --- | --- | --- | --- | ------------- |
| nr 1   | Władysław Kozakiewicz                                                                                                 | | KKW Koalicja Obywatelska PO .N iPL Zieloni                                                                            | Nie | [ 26 ]        |
| nr 2   | Jerzy Pokój | | KKW Koalicja Obywatelska PO .N iPL Zieloni                                                                            | Nie | [ 27 ]        |
| nr 3   | Elżbieta Stępień | | KKW Koalicja Obywatelska PO .N iPL Zieloni                                                                            | Nie | [ 28 ]        |
| nr 4   | Agnieszka Kołacz-Leszczyńska                                                                                          | | KKW Koalicja Obywatelska PO .N iPL Zieloni                                                                            | Tak | [ 29 ]        |
| nr 5   | Stanisław Jurcewicz                                                                                                   | | KKW Koalicja Obywatelska PO .N iPL Zieloni                                                                            | Nie | [ 30 ]        |
| nr 6   | Bogdan Zdrojewski | | KKW Koalicja Obywatelska PO .N iPL Zieloni                                                                            | Tak | [ 31 ]        |
| nr 7   | Alicja Chybicka | | KKW Koalicja Obywatelska PO .N iPL Zieloni                                                                            | Tak | [ 32 ]        |
| nr 8   | Barbara Zdrojewska | | KKW Koalicja Obywatelska PO .N iPL Zieloni                                                                            | Tak | [ 33 ]        |
| nr 9   | Andrzej Kobiak | | KKW Koalicja Obywatelska PO .N iPL Zieloni                                                                            | Tak | [ 34 ]        |
| nr 10  | Krzysztof Brejza | | KKW Koalicja Obywatelska PO .N iPL Zieloni                                                                            | Tak | [ 35 ]        |
| nr 11  | Antoni Mężydło | | KKW Koalicja Obywatelska PO .N iPL Zieloni                                                                            | Tak | [ 36 ]        |
| nr 12  | Ryszard Bober | | Polskie Stronnictwo Ludowe                                                                                            | Tak | [ 37 ]        |
| nr 13  | Jerzy Wenderlich | | Sojusz Lewicy Demokratycznej                                                                                          | Nie | [ 38 ]        |
| nr 14  | Arkadiusz Kasznia | | KKW Koalicja Obywatelska PO .N iPL Zieloni                                                                            | Nie | [ 39 ]        |
| nr 15  | Krzysztof Kamiński | | KKW Koalicja Obywatelska PO .N iPL Zieloni                                                                            | Nie | [ 40 ]        |
| nr 16  | Jacek Bury | | KKW Koalicja Obywatelska PO .N iPL Zieloni                                                                            | Tak | [ 41 ]        |
| nr 17  | Sławomir Sosnowski | | Polskie Stronnictwo Ludowe                                                                                            | Nie | [ 42 ]        |
| nr 18  | Rafał Stachura | | KKW Koalicja Obywatelska PO .N iPL Zieloni                                                                            | Nie | [ 43 ]        |
| nr 19  | Józef Kuropatwa | | Polskie Stronnictwo Ludowe                                                                                            | Nie | [ 44 ]        |
| nr 20  | Robert Dowhan | | KKW Koalicja Obywatelska PO .N iPL Zieloni                                                                            | Tak | [ 45 ]        |
| nr 21  | Władysław Komarnicki                                                                                                  | | KKW Koalicja Obywatelska PO .N iPL Zieloni                                                                            | Tak | [ 46 ]        |
| nr 22  | Wadim Tyszkiewicz | | KWW Wadim Tyszkiewicz                                                                                                 | Tak | [ 47 ] [ 9 ]  |
| nr 23  | Artur Dunin | | KKW Koalicja Obywatelska PO .N iPL Zieloni                                                                            | Tak | [ 48 ]        |
| nr 24  | Małgorzata Niewiadomska-Cudak                                                                                         | | Sojusz Lewicy Demokratycznej                                                                                          | Nie | [ 49 ]        |
| nr 25  | Krzysztof Debich | | KKW Koalicja Obywatelska PO .N iPL Zieloni                                                                            | Nie | [ 50 ]        |
| nr 26  | Krzysztof Habura | | KKW Koalicja Obywatelska PO .N iPL Zieloni                                                                            | Nie | [ 51 ]        |
| nr 27  | Jacek Walczak | | KKW Koalicja Obywatelska PO .N iPL Zieloni                                                                            | Nie | [ 52 ]        |
| nr 28  | Brak porozumienia dot. wspólnego kandydata – swoich wystawiły tam SLD (Arkadiusz Ciach) i PSL (Stanisław Witaszczyk). | Brak porozumienia dot. wspólnego kandydata – swoich wystawiły tam SLD (Arkadiusz Ciach) i PSL (Stanisław Witaszczyk). | Brak porozumienia dot. wspólnego kandydata – swoich wystawiły tam SLD (Arkadiusz Ciach) i PSL (Stanisław Witaszczyk). | Brak porozumienia dot. wspólnego kandydata – swoich wystawiły tam SLD (Arkadiusz Ciach) i PSL (Stanisław Witaszczyk). | [ 53 ] [ 54 ] |
| nr 29  | Artur Bagieński | | KWW Artura Bagieńskiego                                                                                               | Nie | [ 55 ] [ 56 ] |
| nr 30  | Maciej Koźbiał | | KKW Koalicja Obywatelska PO .N iPL Zieloni                                                                            | Nie | [ 57 ]        |
| nr 31  | Janusz Bargieł | | Sojusz Lewicy Demokratycznej                                                                                          | Nie | [ 58 ]        |
| nr 32  | Jerzy Fedorowicz | | KKW Koalicja Obywatelska PO .N iPL Zieloni                                                                            | Tak | [ 59 ]        |
| nr 33  | Bogdan Klich | | KKW Koalicja Obywatelska PO .N iPL Zieloni                                                                            | Tak | [ 60 ]        |
| nr 34  | Brak porozumienia dot. wspólnego kandydata – swoich wystawiły tam KO (Artur Kozioł) i PSL (Wojciech Kozak).           | Brak porozumienia dot. wspólnego kandydata – swoich wystawiły tam KO (Artur Kozioł) i PSL (Wojciech Kozak).           | Brak porozumienia dot. wspólnego kandydata – swoich wystawiły tam KO (Artur Kozioł) i PSL (Wojciech Kozak).           | Brak porozumienia dot. wspólnego kandydata – swoich wystawiły tam KO (Artur Kozioł) i PSL (Wojciech Kozak).           | [ 61 ] [ 62 ] |
| nr 35  | Zbigniew Karciński | | Polskie Stronnictwo Ludowe                                                                                            | Nie | [ 63 ]        |
| nr 36  | Bronisław Dutka | | Polskie Stronnictwo Ludowe                                                                                            | Nie | [ 64 ]        |
| nr 37  | Brak kandydata paktu senackiego – mandat uzyskał kandydat z PiS.                                                      | Brak kandydata paktu senackiego – mandat uzyskał kandydat z PiS.                                                      | Brak kandydata paktu senackiego – mandat uzyskał kandydat z PiS.                                                      | Brak kandydata paktu senackiego – mandat uzyskał kandydat z PiS.                                                      | [ 65 ] [ 9 ]  |
| nr 38  | Waldemar Pawlak | | Polskie Stronnictwo Ludowe                                                                                            | Nie | [ 66 ]        |
| nr 39  | Andrzej Kamasa | | KKW Koalicja Obywatelska PO .N iPL Zieloni                                                                            | Nie | [ 67 ]        |
| nr 40  | Jolanta Hibner | | KKW Koalicja Obywatelska PO .N iPL Zieloni                                                                            | Tak | [ 68 ]        |
| nr 41  | Michał Kamiński | | Polskie Stronnictwo Ludowe                                                                                            | Tak | [ 69 ]        |
| nr 42  | Marek Borowski | | KKW Koalicja Obywatelska PO .N iPL Zieloni                                                                            | Tak | [ 70 ]        |
| nr 43  | Barbara Borys-Damięcka                                                                                                | | KKW Koalicja Obywatelska PO .N iPL Zieloni                                                                            | Tak | [ 71 ]        |
| nr 44  | Kazimierz Michał Ujazdowski                                                                                           | | KKW Koalicja Obywatelska PO .N iPL Zieloni                                                                            | Tak | [ 72 ]        |
| nr 45  | Aleksander Pociej | | KKW Koalicja Obywatelska PO .N iPL Zieloni                                                                            | Tak | [ 73 ]        |
| nr 46  | Tadeusz Nalewajk | | Polskie Stronnictwo Ludowe                                                                                            | Nie | [ 74 ]        |
| nr 47  | Mirosław Krusiewicz                                                                                                   | | KKW Koalicja Obywatelska PO .N iPL Zieloni                                                                            | Nie | [ 75 ]        |
| nr 48  | Janina Orzełowska | | Polskie Stronnictwo Ludowe                                                                                            | Nie | [ 76 ]        |
| nr 49  | Leszek Przybytniak | | Polskie Stronnictwo Ludowe                                                                                            | Nie | [ 77 ]        |
| nr 50  | Marta Michalska-Wilk                                                                                                  | | KKW Koalicja Obywatelska PO .N iPL Zieloni                                                                            | Nie | [ 78 ]        |
| nr 51  | Jan Woźniak | | Sojusz Lewicy Demokratycznej                                                                                          | Nie | [ 79 ]        |
| nr 52  | Danuta Jazłowiecka | | KKW Koalicja Obywatelska PO .N iPL Zieloni                                                                            | Tak | [ 80 ]        |
| nr 53  | Beniamin Godyla | | KKW Koalicja Obywatelska PO .N iPL Zieloni                                                                            | Tak | [ 81 ]        |
| nr 54  | Lidia Błądek | | KKW Koalicja Obywatelska PO .N iPL Zieloni                                                                            | Nie | [ 82 ]        |
| nr 55  | Tadeusz Urban | | KKW Koalicja Obywatelska PO .N iPL Zieloni                                                                            | Nie | [ 83 ]        |
| nr 56  | Maciej Masłowski | | KWW Rozwój Podkarpacia                                                                                                | Nie | [ 84 ] [ 85 ] |
| nr 57  | Daria Balon | | KKW Koalicja Obywatelska PO .N iPL Zieloni                                                                            | Nie | [ 86 ]        |
| nr 58  | Bartosz Romowicz | | Polskie Stronnictwo Ludowe                                                                                            | Nie | [ 87 ]        |
| nr 59  | Zenon Białobrzeski | | Polskie Stronnictwo Ludowe                                                                                            | Nie | [ 88 ]        |
| nr 60  | Zbigniew Nikitorowicz                                                                                                 | | KKW Koalicja Obywatelska PO .N iPL Zieloni                                                                            | Nie | [ 89 ]        |
| nr 61  | Igor Łukaszuk | | KKW Koalicja Obywatelska PO .N iPL Zieloni                                                                            | Nie | [ 90 ]        |
| nr 62  | Kazimierz Kleina | | KKW Koalicja Obywatelska PO .N iPL Zieloni                                                                            | Tak | [ 91 ]        |
| nr 63  | Stanisław Lamczyk | | KKW Koalicja Obywatelska PO .N iPL Zieloni                                                                            | Tak | [ 92 ]        |
| nr 64  | Sławomir Rybicki | | KKW Koalicja Obywatelska PO .N iPL Zieloni                                                                            | Tak | [ 93 ]        |
| nr 65  | Bogdan Borusewicz | | KKW Koalicja Obywatelska PO .N iPL Zieloni                                                                            | Tak | [ 94 ]        |
| nr 66  | Ryszard Świlski | | KKW Koalicja Obywatelska PO .N iPL Zieloni                                                                            | Tak | [ 95 ]        |
| nr 67  | Leszek Czarnobaj | | KKW Koalicja Obywatelska PO .N iPL Zieloni                                                                            | Tak | [ 96 ]        |
| nr 68  | Łukasz Banaś | | KKW Koalicja Obywatelska PO .N iPL Zieloni                                                                            | Nie | [ 97 ]        |
| nr 69  | Wojciech Konieczny | | Sojusz Lewicy Demokratycznej                                                                                          | Tak | [ 98 ]        |
| nr 70  | Zygmunt Frankiewicz                                                                                                   | | KKW Koalicja Obywatelska PO .N iPL Zieloni                                                                            | Tak | [ 99 ]        |
| nr 71  | Halina Bieda | | KKW Koalicja Obywatelska PO .N iPL Zieloni                                                                            | Tak | [ 100 ]       |
| nr 72  | Marek Migalski | | KKW Koalicja Obywatelska PO .N iPL Zieloni                                                                            | Nie | [ 101 ]       |
| nr 73  | Grzegorz Wolnik | | KKW Koalicja Obywatelska PO .N iPL Zieloni                                                                            | Nie | [ 102 ]       |
| nr 74  | Henryk Mercik | | KKW Koalicja Obywatelska PO .N iPL Zieloni                                                                            | Nie | [ 103 ]       |
| nr 75  | Gabriela Morawska-Stanecka                                                                                            | | Sojusz Lewicy Demokratycznej                                                                                          | Tak | [ 104 ]       |
| nr 76  | Beata Małecka-Libera                                                                                                  | | KKW Koalicja Obywatelska PO .N iPL Zieloni                                                                            | Tak | [ 105 ]       |
| nr 77  | Joanna Sekuła | | KKW Koalicja Obywatelska PO .N iPL Zieloni                                                                            | Tak | [ 106 ]       |
| nr 78  | Agnieszka Gorgoń-Komor                                                                                                | | KKW Koalicja Obywatelska PO .N iPL Zieloni                                                                            | Tak | [ 107 ]       |
| nr 79  | Hubert Maślanka | | KKW Koalicja Obywatelska PO .N iPL Zieloni                                                                            | Nie | [ 108 ]       |
| nr 80  | Marek Plura | | KKW Koalicja Obywatelska PO .N iPL Zieloni                                                                            | Tak | [ 109 ]       |
| nr 81  | Andrzej Lasak | | Polskie Stronnictwo Ludowe                                                                                            | Nie | [ 110 ]       |
| nr 82  | Marzena Dębniak | | KWW „Wspólny Senator Marzena Dębniak”                                                                                 | Nie | [ 111 ] [ 9 ] |
| nr 83  | Edward Rzepka | | KKW Koalicja Obywatelska PO .N iPL Zieloni                                                                            | Nie | [ 112 ]       |
| nr 84  | Jerzy Wcisła | | KKW Koalicja Obywatelska PO .N iPL Zieloni                                                                            | Tak | [ 113 ]       |
| nr 85  | Stanisław Gorczyca | | KKW Koalicja Obywatelska PO .N iPL Zieloni                                                                            | Nie | [ 114 ]       |
| nr 86  | Jarosław Słoma | | KKW Koalicja Obywatelska PO .N iPL Zieloni                                                                            | Nie | [ 115 ]       |
| nr 87  | Jolanta Piotrowska | | KKW Koalicja Obywatelska PO .N iPL Zieloni                                                                            | Nie | [ 116 ]       |
| nr 88  | Adam Szejnfeld | | KKW Koalicja Obywatelska PO .N iPL Zieloni                                                                            | Tak | [ 117 ]       |
| nr 89  | Jan Filip Libicki | | Polskie Stronnictwo Ludowe                                                                                            | Tak | [ 118 ]       |
| nr 90  | Jadwiga Rotnicka | | KKW Koalicja Obywatelska PO .N iPL Zieloni                                                                            | Tak | [ 119 ]       |
| nr 91  | Marcin Bosacki | | KKW Koalicja Obywatelska PO .N iPL Zieloni                                                                            | Tak | [ 120 ]       |
| nr 92  | Paweł Arndt | | KKW Koalicja Obywatelska PO .N iPL Zieloni                                                                            | Tak | [ 121 ]       |
| nr 93  | Maciej Sytek | | KKW Koalicja Obywatelska PO .N iPL Zieloni                                                                            | Nie | [ 122 ]       |
| nr 94  | Wojciech Ziemniak | | KKW Koalicja Obywatelska PO .N iPL Zieloni                                                                            | Tak | [ 123 ]       |
| nr 95  | Ewa Matecka | | KKW Koalicja Obywatelska PO .N iPL Zieloni                                                                            | Tak | [ 124 ]       |
| nr 96  | Janusz Pęcherz | | KKW Koalicja Obywatelska PO .N iPL Zieloni                                                                            | Tak | [ 125 ]       |
| nr 97  | Tomasz Grodzki | | KKW Koalicja Obywatelska PO .N iPL Zieloni                                                                            | Tak | [ 126 ]       |
| nr 98  | Magdalena Kochan | | KKW Koalicja Obywatelska PO .N iPL Zieloni                                                                            | Tak | [ 127 ]       |
| nr 99  | Janusz Gromek | | KKW Koalicja Obywatelska PO .N iPL Zieloni                                                                            | Tak | [ 128 ]       |
| nr 100 | Stanisław Gawłowski                                                                                                   | | KWW Demokracja Obywatelska                                                                                            | Tak | [ 129 ] [ 9 ] |

### 2023

Podział okręgów w 2023

| Okręg  | Kandydat | Komitet | Komitet | Partia | Partia | Czy zdobył mandat? |
| ------ | --- | --- | --- | --- | --- | --- |
| nr 1   | Waldemar Witkowski | | KW Nowa Lewica | | Unia Pracy | Tak |
| nr 2   | Marcin Zawiła | | KKW Koalicja Obywatelska PO .N iPL Zieloni | | Platforma Obywatelska | Tak |
| nr 3   | Małgorzata Sekuła-Szmajdzińska | | KW Nowa Lewica | | Nowa Lewica | Tak |
| nr 4   | Agnieszka Kołacz-Leszczyńska | | KKW Koalicja Obywatelska PO .N iPL Zieloni | | Platforma Obywatelska | Tak |
| nr 5   | Paweł Gancarz | | KKW Trzecia Droga Polska 2050 Szymona Hołowni – Polskie Stronnictwo Ludowe | | Polskie Stronnictwo Ludowe | Nie |
| nr 6   | Kazimierz Michał Ujazdowski | | KKW Trzecia Droga Polska 2050 Szymona Hołowni – Polskie Stronnictwo Ludowe | | Centrum dla Polski | Tak |
| nr 7   | Grzegorz Schetyna | | KKW Koalicja Obywatelska PO .N iPL Zieloni | | Platforma Obywatelska | Tak |
| nr 8   | Barbara Zdrojewska | | KKW Koalicja Obywatelska PO .N iPL Zieloni | | Platforma Obywatelska | Tak |
| nr 9   | Andrzej Kobiak | | KKW Koalicja Obywatelska PO .N iPL Zieloni | | Platforma Obywatelska | Tak |
| nr 10  | Ryszard Brejza | | KKW Koalicja Obywatelska PO .N iPL Zieloni | | | Tak |
| nr 11  | Tomasz Lenz | | KKW Koalicja Obywatelska PO .N iPL Zieloni | | Platforma Obywatelska | Tak |
| nr 12  | Ryszard Bober | | KKW Trzecia Droga Polska 2050 Szymona Hołowni – Polskie Stronnictwo Ludowe | | Polskie Stronnictwo Ludowe | Tak |
| nr 13  | Krzysztof Kukucki | | KW Nowa Lewica | | Nowa Lewica | Tak |
| nr 14  | Jan Rajchel | | KKW Koalicja Obywatelska PO .N iPL Zieloni | | | Nie |
| nr 15  | Stanisław Mazur | | KW Nowa Lewica | | Nowa Lewica | Nie |
| nr 16  | Jacek Trela | | KKW Trzecia Droga Polska 2050 Szymona Hołowni – Polskie Stronnictwo Ludowe | | Polska 2050 Szymona Hołowni | Tak |
| nr 17  | Marek Sulima | | KKW Trzecia Droga Polska 2050 Szymona Hołowni – Polskie Stronnictwo Ludowe | | Polskie Stronnictwo Ludowe | Nie |
| nr 18  | Nieformalne poparcie paktu dla startującego z własnego komitetu Józefa Zająca (w momencie rejestracji kandydatury członka Porozumienia, z którego wkrótce wystąpił), poprzez niewystawienie mu konkurenta (uzyskał mandat). | Nieformalne poparcie paktu dla startującego z własnego komitetu Józefa Zająca (w momencie rejestracji kandydatury członka Porozumienia, z którego wkrótce wystąpił), poprzez niewystawienie mu konkurenta (uzyskał mandat). | Nieformalne poparcie paktu dla startującego z własnego komitetu Józefa Zająca (w momencie rejestracji kandydatury członka Porozumienia, z którego wkrótce wystąpił), poprzez niewystawienie mu konkurenta (uzyskał mandat). | Nieformalne poparcie paktu dla startującego z własnego komitetu Józefa Zająca (w momencie rejestracji kandydatury członka Porozumienia, z którego wkrótce wystąpił), poprzez niewystawienie mu konkurenta (uzyskał mandat). | Nieformalne poparcie paktu dla startującego z własnego komitetu Józefa Zająca (w momencie rejestracji kandydatury członka Porozumienia, z którego wkrótce wystąpił), poprzez niewystawienie mu konkurenta (uzyskał mandat). | Nieformalne poparcie paktu dla startującego z własnego komitetu Józefa Zająca (w momencie rejestracji kandydatury członka Porozumienia, z którego wkrótce wystąpił), poprzez niewystawienie mu konkurenta (uzyskał mandat). |
| nr 19  | Marek Lipiec | | KKW Koalicja Obywatelska PO .N iPL Zieloni | | Platforma Obywatelska | Nie |
| nr 20  | Mirosław Różański | | KKW Trzecia Droga Polska 2050 Szymona Hołowni – Polskie Stronnictwo Ludowe | | | Tak |
| nr 21  | Władysław Komarnicki | | KKW Koalicja Obywatelska PO .N iPL Zieloni | | Platforma Obywatelska | Tak |
| nr 22  | Wadim Tyszkiewicz | | KWW Wadim Tyszkiewicz – Pakt Senacki | | | Tak |
| nr 23  | Artur Dunin | | KKW Koalicja Obywatelska PO .N iPL Zieloni | | Platforma Obywatelska | Tak |
| nr 24  | Krzysztof Kwiatkowski | | KWW Krzysztof Kwiatkowski – Pakt Senacki | | | Tak |
| nr 25  | Tadeusz Gajda | | KKW Trzecia Droga Polska 2050 Szymona Hołowni – Polskie Stronnictwo Ludowe | | Polskie Stronnictwo Ludowe | Nie |
| nr 26  | Marcin Karpiński | | KW Nowa Lewica | | Nowa Lewica | Tak |
| nr 27  | Dorota Ryl | | KKW Koalicja Obywatelska PO .N iPL Zieloni | | Platforma Obywatelska | Nie |
| nr 28  | Marek Mazur | | KKW Trzecia Droga Polska 2050 Szymona Hołowni – Polskie Stronnictwo Ludowe | | Polskie Stronnictwo Ludowe | Nie |
| nr 29  | Józef Matysiak | | KKW Trzecia Droga Polska 2050 Szymona Hołowni – Polskie Stronnictwo Ludowe | | Polskie Stronnictwo Ludowe | Nie |
| nr 30  | Krzysztof Klęczar | | KKW Trzecia Droga Polska 2050 Szymona Hołowni – Polskie Stronnictwo Ludowe | | Polskie Stronnictwo Ludowe | Nie |
| nr 31  | Grzegorz Małodobry | | KKW Koalicja Obywatelska PO .N iPL Zieloni | | Platforma Obywatelska | Nie |
| nr 32  | Jerzy Fedorowicz | | KKW Koalicja Obywatelska PO .N iPL Zieloni | | Platforma Obywatelska | Tak |
| nr 33  | Bogdan Klich | | KKW Koalicja Obywatelska PO .N iPL Zieloni | | Platforma Obywatelska | Tak |
| nr 34  | Adam Korta | | KKW Koalicja Obywatelska PO .N iPL Zieloni | | Platforma Obywatelska | Nie |
| nr 35  | Stanisław Sorys | | KKW Trzecia Droga Polska 2050 Szymona Hołowni – Polskie Stronnictwo Ludowe | | Polskie Stronnictwo Ludowe | Nie |
| nr 36  | Bogusław Waksmundzki | | KWW Kandydat Ziem Górskich | | | Nie |
| nr 37  | Stanisław Pasoń | | KKW Trzecia Droga Polska 2050 Szymona Hołowni – Polskie Stronnictwo Ludowe | | Polskie Stronnictwo Ludowe | Nie |
| nr 38  | Waldemar Pawlak | | KKW Trzecia Droga Polska 2050 Szymona Hołowni – Polskie Stronnictwo Ludowe | | Polskie Stronnictwo Ludowe | Tak |
| nr 39  | Nieformalne poparcie paktu dla startującego z własnego komitetu Jana Marii Jackowskiego, poprzez niewystawienie mu konkurenta (nie uzyskał mandatu).                                                                        | Nieformalne poparcie paktu dla startującego z własnego komitetu Jana Marii Jackowskiego, poprzez niewystawienie mu konkurenta (nie uzyskał mandatu).                                                                        | Nieformalne poparcie paktu dla startującego z własnego komitetu Jana Marii Jackowskiego, poprzez niewystawienie mu konkurenta (nie uzyskał mandatu).                                                                        | Nieformalne poparcie paktu dla startującego z własnego komitetu Jana Marii Jackowskiego, poprzez niewystawienie mu konkurenta (nie uzyskał mandatu).                                                                        | Nieformalne poparcie paktu dla startującego z własnego komitetu Jana Marii Jackowskiego, poprzez niewystawienie mu konkurenta (nie uzyskał mandatu).                                                                        | Nieformalne poparcie paktu dla startującego z własnego komitetu Jana Marii Jackowskiego, poprzez niewystawienie mu konkurenta (nie uzyskał mandatu).                                                                        |
| nr 40  | Jolanta Hibner | | KKW Koalicja Obywatelska PO .N iPL Zieloni | | Platforma Obywatelska | Tak |
| nr 41  | Michał Kamiński | | KKW Trzecia Droga Polska 2050 Szymona Hołowni – Polskie Stronnictwo Ludowe | | Unia Europejskich Demokratów | Tak |
| nr 42  | Marek Borowski | | KKW Koalicja Obywatelska PO .N iPL Zieloni | | Platforma Obywatelska | Tak |
| nr 43  | Małgorzata Kidawa-Błońska | | KKW Koalicja Obywatelska PO .N iPL Zieloni | | Platforma Obywatelska | Tak |
| nr 44  | Adam Bodnar | | KKW Koalicja Obywatelska PO .N iPL Zieloni | | | Tak |
| nr 45  | Magdalena Biejat | | KW Nowa Lewica | | Lewica Razem | Tak |
| nr 46  | Grzegorz Nowosielski | | KKW Trzecia Droga Polska 2050 Szymona Hołowni – Polskie Stronnictwo Ludowe | | Polska 2050 Szymona Hołowni | Nie |
| nr 47  | Zgłoszony w ramach paktu przez KW Nowa Lewica Marek Bielec nie został zarejestrowany. Część opozycji udzieliła poparcia Zbigniewowi Widelskiemu (KW Bezpartyjni Samorządowcy), który nie uzyskał mandatu.                   | Zgłoszony w ramach paktu przez KW Nowa Lewica Marek Bielec nie został zarejestrowany. Część opozycji udzieliła poparcia Zbigniewowi Widelskiemu (KW Bezpartyjni Samorządowcy), który nie uzyskał mandatu.                   | Zgłoszony w ramach paktu przez KW Nowa Lewica Marek Bielec nie został zarejestrowany. Część opozycji udzieliła poparcia Zbigniewowi Widelskiemu (KW Bezpartyjni Samorządowcy), który nie uzyskał mandatu.                   | Zgłoszony w ramach paktu przez KW Nowa Lewica Marek Bielec nie został zarejestrowany. Część opozycji udzieliła poparcia Zbigniewowi Widelskiemu (KW Bezpartyjni Samorządowcy), który nie uzyskał mandatu.                   | Zgłoszony w ramach paktu przez KW Nowa Lewica Marek Bielec nie został zarejestrowany. Część opozycji udzieliła poparcia Zbigniewowi Widelskiemu (KW Bezpartyjni Samorządowcy), który nie uzyskał mandatu.                   | Zgłoszony w ramach paktu przez KW Nowa Lewica Marek Bielec nie został zarejestrowany. Część opozycji udzieliła poparcia Zbigniewowi Widelskiemu (KW Bezpartyjni Samorządowcy), który nie uzyskał mandatu.                   |
| nr 48  | Krzysztof Borkowski | | KWW Krzysztofa Wawrzyńca Borkowskiego Pakt Senacki | | Polskie Stronnictwo Ludowe | Nie |
| nr 49  | Leszek Przybytniak | | KKW Trzecia Droga Polska 2050 Szymona Hołowni – Polskie Stronnictwo Ludowe | | Polskie Stronnictwo Ludowe | Nie |
| nr 50  | Cezary Brymora | | KKW Trzecia Droga Polska 2050 Szymona Hołowni – Polskie Stronnictwo Ludowe | | Polska 2050 Szymona Hołowni | Nie |
| nr 51  | Tadeusz Jarmuziewicz | | KKW Koalicja Obywatelska PO .N iPL Zieloni | | Platforma Obywatelska | Tak |
| nr 52  | Piotr Woźniak | | KW Nowa Lewica | | Nowa Lewica | Tak |
| nr 53  | Beniamin Godyla | | KKW Koalicja Obywatelska PO .N iPL Zieloni | | Platforma Obywatelska | Tak |
| nr 54  | Paweł Bartoszek | | KKW Trzecia Droga Polska 2050 Szymona Hołowni – Polskie Stronnictwo Ludowe | | Polskie Stronnictwo Ludowe | Nie |
| nr 55  | Marek Paprocki | | KW Nowa Lewica | | | Nie |
| nr 56  | Jolanta Kaźmierczak | | KKW Koalicja Obywatelska PO .N iPL Zieloni | | Platforma Obywatelska | Nie |
| nr 57  | Stanisław Szałajko | | KW Nowa Lewica | | Nowa Lewica | Nie |
| nr 58  | Adam Woś | | KKW Koalicja Obywatelska PO .N iPL Zieloni | | Platforma Obywatelska | Nie |
| nr 59  | Cezary Cieślukowski | | KKW Trzecia Droga Polska 2050 Szymona Hołowni – Polskie Stronnictwo Ludowe | | Polskie Stronnictwo Ludowe | Nie |
| nr 60  | Maciej Żywno | | KKW Trzecia Droga Polska 2050 Szymona Hołowni – Polskie Stronnictwo Ludowe | | Polska 2050 Szymona Hołowni | Tak |
| nr 61  | Sławomir Snarski | | KKW Koalicja Obywatelska PO .N iPL Zieloni | | | Nie |
| nr 62  | Kazimierz Kleina | | KKW Koalicja Obywatelska PO .N iPL Zieloni | | Platforma Obywatelska | Tak |
| nr 63  | Anna Górska | | KW Nowa Lewica | | Lewica Razem | Tak |
| nr 64  | Sławomir Rybicki | | KKW Koalicja Obywatelska PO .N iPL Zieloni | | Platforma Obywatelska | Tak |
| nr 65  | Bogdan Borusewicz | | KKW Koalicja Obywatelska PO .N iPL Zieloni | | Platforma Obywatelska | Tak |
| nr 66  | Ryszard Świlski | | KKW Koalicja Obywatelska PO .N iPL Zieloni | | Platforma Obywatelska | Tak |
| nr 67  | Leszek Czarnobaj | | KKW Koalicja Obywatelska PO .N iPL Zieloni | | Platforma Obywatelska | Tak |
| nr 68  | Krzysztof Smela | | KKW Trzecia Droga Polska 2050 Szymona Hołowni – Polskie Stronnictwo Ludowe | | Polskie Stronnictwo Ludowe | Nie |
| nr 69  | Wojciech Konieczny | | KW Nowa Lewica | | Polska Partia Socjalistyczna | Tak |
| nr 70  | Zygmunt Frankiewicz | | KWW Zygmunt Frankiewicz – Pakt Senacki | | | Tak |
| nr 71  | Halina Bieda | | KKW Koalicja Obywatelska PO .N iPL Zieloni | | Platforma Obywatelska | Tak |
| nr 72  | Henryk Siedlaczek | | KKW Koalicja Obywatelska PO .N iPL Zieloni | | | Tak |
| nr 73  | Piotr Masłowski | | KKW Trzecia Droga Polska 2050 Szymona Hołowni – Polskie Stronnictwo Ludowe | | Polska 2050 Szymona Hołowni | Tak |
| nr 74  | Gabriela Morawska-Stanecka | | KKW Koalicja Obywatelska PO .N iPL Zieloni | | | Tak |
| nr 75  | Andrzej Dziuba | | KWW Andrzej Dziuba – Pakt Senacki | | | Tak |
| nr 76  | Beata Małecka-Libera | | KKW Koalicja Obywatelska PO .N iPL Zieloni | | Platforma Obywatelska | Tak |
| nr 77  | Joanna Sekuła | | KKW Koalicja Obywatelska PO .N iPL Zieloni | | Platforma Obywatelska | Tak |
| nr 78  | Agnieszka Gorgoń-Komor | | KKW Koalicja Obywatelska PO .N iPL Zieloni | | Platforma Obywatelska | Tak |
| nr 79  | Konrad Gołota | | KW Nowa Lewica | | Nowa Lewica | Nie |
| nr 80  | Maciej Kopiec | | KW Nowa Lewica | | Nowa Lewica | Tak |
| nr 81  | Edmund Kaczmarek | | KKW Trzecia Droga Polska 2050 Szymona Hołowni – Polskie Stronnictwo Ludowe | | Polskie Stronnictwo Ludowe | Nie |
| nr 82  | Piotr Dasios | | KKW Trzecia Droga Polska 2050 Szymona Hołowni – Polskie Stronnictwo Ludowe | | Polska 2050 Szymona Hołowni | Nie |
| nr 83  | Henryk Milcarz | | KW Nowa Lewica | | Nowa Lewica | Nie |
| nr 84  | Jerzy Wcisła | | KKW Koalicja Obywatelska PO .N iPL Zieloni | | Platforma Obywatelska | Tak |
| nr 85  | Gustaw Marek Brzezin | | KKW Trzecia Droga Polska 2050 Szymona Hołowni – Polskie Stronnictwo Ludowe | | Polskie Stronnictwo Ludowe | Tak |
| nr 86  | Ewa Kaliszuk | | KKW Koalicja Obywatelska PO .N iPL Zieloni | | Platforma Obywatelska | Tak |
| nr 87  | Jolanta Piotrowska | | KKW Koalicja Obywatelska PO .N iPL Zieloni | | Platforma Obywatelska | Tak |
| nr 88  | Adam Szejnfeld | | KKW Koalicja Obywatelska PO .N iPL Zieloni | | Platforma Obywatelska | Tak |
| nr 89  | Jan Filip Libicki | | KKW Trzecia Droga Polska 2050 Szymona Hołowni – Polskie Stronnictwo Ludowe | | Polskie Stronnictwo Ludowe | Tak |
| nr 90  | Waldy Dzikowski | | KKW Koalicja Obywatelska PO .N iPL Zieloni | | Platforma Obywatelska | Tak |
| nr 91  | Rafał Grupiński | | KKW Koalicja Obywatelska PO .N iPL Zieloni | | Platforma Obywatelska | Tak |
| nr 92  | Grzegorz Fedorowicz | | KKW Trzecia Droga Polska 2050 Szymona Hołowni – Polskie Stronnictwo Ludowe | | Polska 2050 Szymona Hołowni | Tak |
| nr 93  | Anna Majda | | KKW Trzecia Droga Polska 2050 Szymona Hołowni – Polskie Stronnictwo Ludowe | | | Nie |
| nr 94  | Wojciech Ziemniak | | KKW Koalicja Obywatelska PO .N iPL Zieloni | | Platforma Obywatelska | Tak |
| nr 95  | Ewa Matecka | | KKW Koalicja Obywatelska PO .N iPL Zieloni | | Platforma Obywatelska | Tak |
| nr 96  | Janusz Pęcherz | | KKW Koalicja Obywatelska PO .N iPL Zieloni | | | Tak |
| nr 97  | Tomasz Grodzki | | KKW Koalicja Obywatelska PO .N iPL Zieloni | | Platforma Obywatelska | Tak |
| nr 98  | Magdalena Kochan | | KKW Koalicja Obywatelska PO .N iPL Zieloni | | Platforma Obywatelska | Tak |
| nr 99  | Janusz Gromek | | KKW Koalicja Obywatelska PO .N iPL Zieloni | | Platforma Obywatelska | Tak |
| nr 100 | Stanisław Gawłowski | | KKW Koalicja Obywatelska PO .N iPL Zieloni | | Platforma Obywatelska | Tak |